# Staré Město u Bruntálu

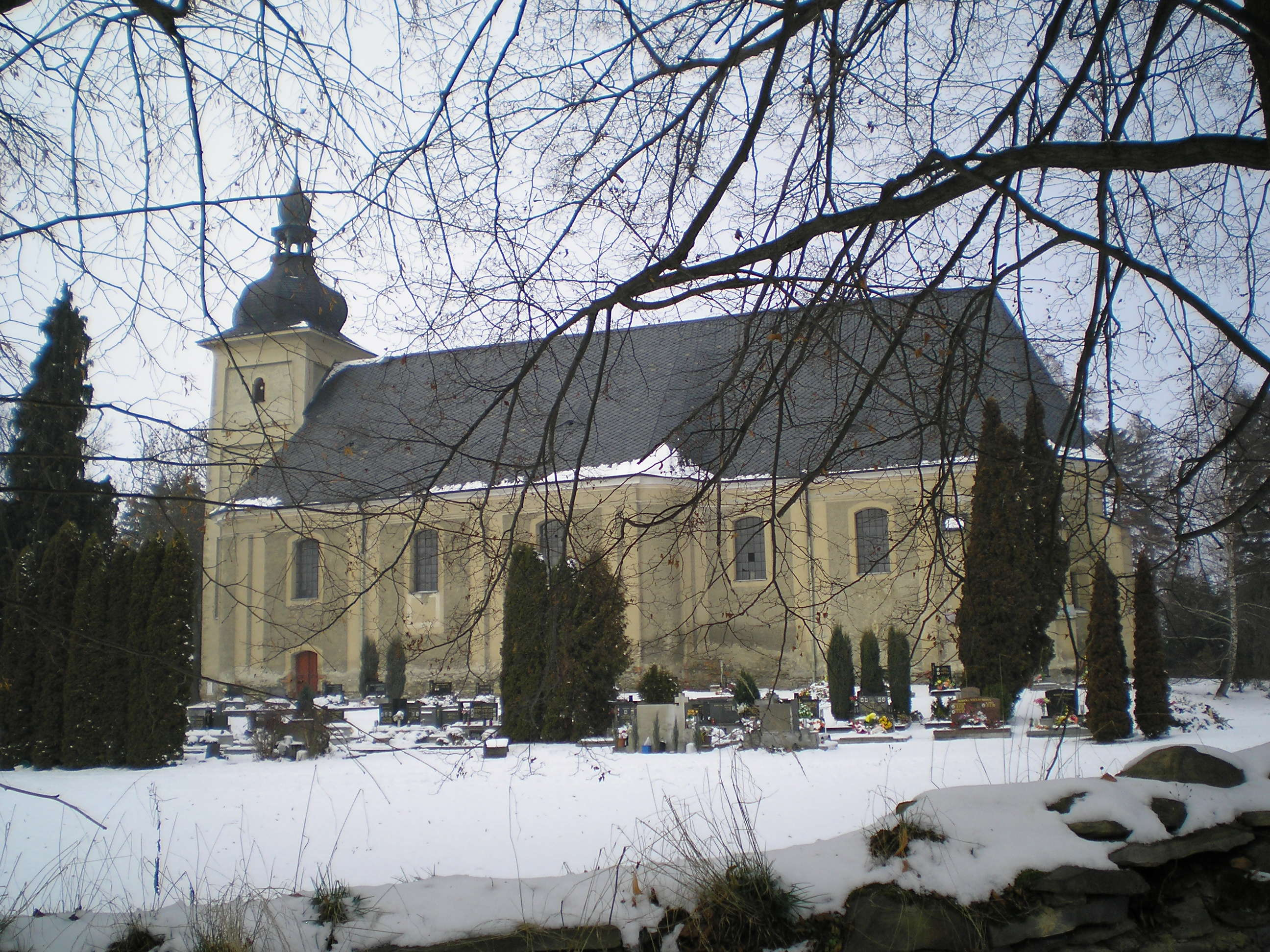
Kirche der Unbefleckten Empfängnis

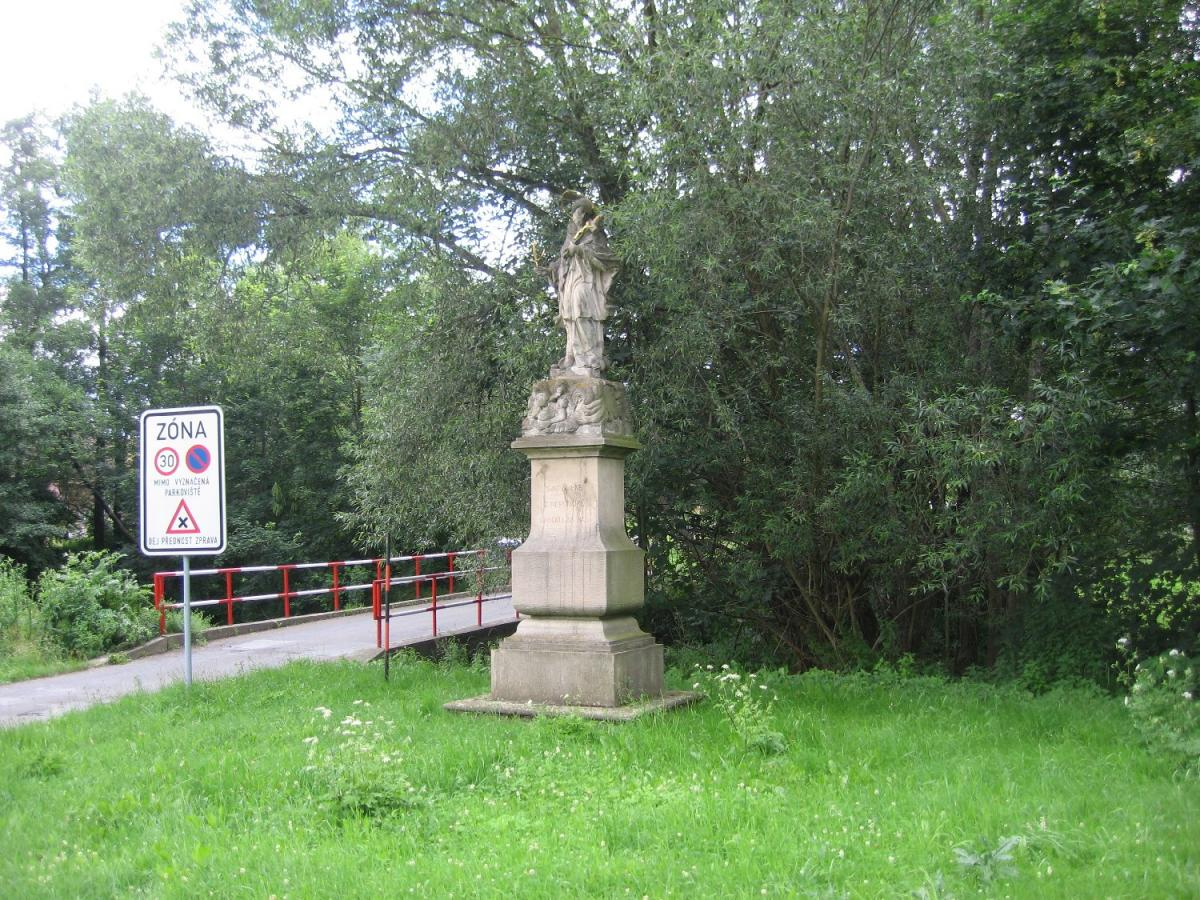
Statue des hl. Johannes von Nepomuk

Staré Město (deutsch Altstadt) ist eine Gemeinde in Tschechien. Sie liegt drei Kilometer nordwestlich von Bruntál (Freudenthal) an der Stadtgrenze und gehört zum Okres Bruntál.

## Geographie
Der als Waldhufendorf angelegte Ort erstreckt sich in einem breiten Tal entlang des Černý potok (Schwarzbach) im Niederen Gesenke (Nízký Jeseník). Nördlich erheben sich der Hofeberg (616 m n.m.) und der U rozhledny (Woksberg, 654 m n.m.), im Nordosten der U Prachárny (601 m n.m.) und der Skalny (Steinberg, 606 m n.m.), südlich der Vodárenský vrch (Krapelsberg, 589 m n.m.), der Uhlířský vrch (Köhlerberg, 672 m n.m.) und der Druhý kopec (604 m n.m.), im Westen der Triambulák (612 m n.m.) und der Železný vrch (689 m n.m.) sowie nordwestlich der Za nádražím (604 m n.m.). Durch Staré Město führt die Staatsstraße II/450 zwischen Bruntál und Malá Morávka (Klein Mohrau), von der im Ort die Straße II/452 nach Vrbno pod Pradědem (Würbenthal) abzweigt. Am nördlichen Ortsrand verläuft die Bahnstrecke Bruntál–Malá Morávka.
Nachbarorte sind Dětřichovice (Dittersdorf) und Markvartice (Markersdorf) im Norden, Skrbovice (Schreiberseifen), Kunov (Kunau) und Nové Heřminovy (Neu Erbersdorf) im Nordosten, Oborná (Spillendorf) im Osten, Bruntál und Slezský Kočov (Schlesisch Kotzendorf) im Südosten, Moravský Kočov (Mährisch Kotzendorf) im Süden, Václavov u Bruntálu (Wildgrub) im Südwesten, Lesní Mlýn (Buschmühle) und Malá Morávka im Westen sowie Rudná pod Pradědem (Vogelseifen), Nová Véska (Neudörfel) und Světlá (Lichtewerden) im Nordwesten.

## Geschichte

### Ortsgründung und Errichtung der Königsstadt Freudenthal
Staré Město wurde wahrscheinlich am Übergang vom 12. zum 13. Jahrhundert angelegt und ist eine der ältesten Ansiedlungen des Gesenkes. Ebenso wird angenommen, dass sich die 1213 erfolgte Ersterwähnung von Freudenthal auf Staré Město bezieht und die neben Mährisch Neustadt älteste böhmische Königsstadt Freudental um die Kirche der Unbefleckten Empfängnis angelegt wurde.
Der mit einer Fläche von 3000 m² außergewöhnlich große und von einem 2–3 Meter breiten und ca. anderthalb Meter tiefen Wallgraben umgebene Friedhof mit ovalem Grundriss wurde vermutlich bereits zu Beginn der Besiedlung des Landstriches um 1186 als zentraler Begräbnisplatz für die Kolonisten und Bergleute – mit der Option der späteren Errichtung einer Kirche – angelegt worden ist. Der Kirchenbau begann vermutlich 1213 während der Regentschaft des Markgrafen Vladislav Heinrich unter dem Einfluss der Zisterzienseromanik| als Zentrum der neuen Königsstadt. Im Jahre 1974 unter Leitung von Svatopluk Bříza durchgeführte archäologische Untersuchungen erbrachten die Erkenntnis, dass zwischen 1225 und 1250 auf dem Friedhof eine romanische Kirche erbaut und dabei mindestens eine alte Grabstätte an der Nordseite verletzt wurde. Im Zuge des Kirchenbaus wurde wahrscheinlich auch eine 80 cm starke steinerne Friedhofsmauer angelegt. Bříza entdeckte zudem ein romanisches Eingangsportal an der Westseite sowie einen gotischen Chorabschluss mit Wandbemalungen. Bei weiteren Untersuchungen im Bereich der Kirche wurden im Jahre 2002 zudem eine drei Meter starke spätromanische Steinmauer aus dem Anfang des 13. Jahrhunderts sowie neun römische Münzen, die als Votivgabe für die neue Kirche gedeutet werden, aufgefunden. Die Kirchenburg sollte zugleich dem Schutz der Bergleute der umliegenden Gold-, Silber- und Bleibergwerke sowie den Bewohnern der Stadt als Zuflucht bei Überfällen dienen. Zu einem späteren Zeitpunkt erfolgte an einem strategisch günstigeren Platz die Gründung einer neuen Stadt (Bruntál); die alten Postwege führten weiter – an Bruntál vorbei – durch Staré Město. Der historische Kern der Stadtkirche Mariä Himmelfahrt in Bruntál wird dagegen in die späte zweite Hälfte des 13. Jahrhunderts datiert.

### Geschichte des Dorfes
Die erste urkundliche Erwähnung des Gutes Aldin Freidinthal erfolgte 1377 als Teil des im Zuge der Teilung des Herzogtums Troppau unter den Söhnen des Herzogs Nikolaus II. neu gebildeten Herzogtums Freudenthal. Besitzer des Gutes war zu dieser Zeit Smil von Freudenthal (Smil z Bruntálu). Im Jahre 1405 wurde der Ort als Aldinstat, 1506 als Staré Miesto, 1547 als Aldenstat, ab 1604 als Altstadt und 1662 als Altenstadt bezeichnet.
Im Jahre 1506 erwarben Bernhard, Hynek und Nikolaus von Würben und Freudenthal das landtäflige Gut Staré Miesto und schlugen es der Herrschaft Freudenthal zu. In der Mitte des 16. Jahrhunderts war etwa die Hälfte der Einwohner protestantisch geworden. Wegen der Beteiligung des Johann von Würben und Freudenthal am Böhmischen Ständeaufstand von 1618 wurde die Herrschaft nach der Schlacht am Weißen Berg konfisziert und an den Deutschen Orden verkauft. Der Deutschritterorden ließ die Bevölkerung gewaltsam rekatholisieren. Das bachaufwärts gelegene Dorf Vordorfle bzw. Vohrdorflein (Přední Véska) verschmolz nach 1629 mit Altstadt. Die ersten Kirchbücher wurden 1731 in Freudenthal geführt. Im Jahre 1787 erfolgte ein Umbau der Kirche, bei dem in einer Seitenmauer ein von einer Kugel durchbohrter menschlicher Schädel mit zum Teil erhaltenem rötlichem Haar aufgefunden wurde. Im Zuge dieses Umbau wurde der alte Wallgraben um den Friedhof zugeschüttet.
Im Jahre 1835 bestand das an der neuen Kommerzialstraße nach Engelsberg gelegene Dorf Altstadt aus 129 überwiegend hölzernen und in zwei Gassen gereihten Häusern mit 865 deutschsprachigen und katholischen Einwohnern (230 Familien), die von der Landwirtschaft und Viehzucht sowie dem Eisenerzbergbau und der Baumwollspinnerei lebten. Im Ort gab es einen herrschaftlichen Meierhof, eine Filialkirche mit Friedhof, eine Trivialschule mit eigenem Lehrer, drei Mahl- und eine Ölmühle am Schwarzen Wasser, einen Erbrichter, 52 Bauern und 69 Häusler. Die Bewohner waren zu einer mäßigen Hand- und Zugrobot verpflichtet. Pfarrort war Freudenthal. Die Nutzfläche umfasste 2487 Joch Ackerland, 424 Joch Wiesenland und 316 Joch Gebüsch. Bis zur Mitte des 19. Jahrhunderts blieb Altstadt der Minderherrschaft Freudenthal untertänig.
Nach der Aufhebung der Patrimonialherrschaften bildete Altstadt / Staré Město ab 1849 eine Gemeinde im Gerichtsbezirk Freudenthal. Ab 1869 gehörte Altstadt zum Bezirk Freudenthal. Zu dieser Zeit hatte das Dorf 1132 Einwohner und bestand aus 132 Häusern. Im Jahre 1900 lebten in Altstadt 1173 Personen, 1910 waren es 1100. Die Eisenerzgruben und die Baumwollspinnerei wurden zu Beginn des 20. Jahrhunderts stillgelegt. Nach dem Zusammenbruch der k.k. Monarchie wurde die Gemeinde 1918 Teil der neu gebildeten Tschechoslowakei. Beim Zensus von 1921 lebten in den 181 Häusern der Gemeinde Altstadt / Staré Město 1123 Personen, darunter 1091 Deutsche und ein Tscheche. Im Jahre 1930 bestand die Gemeinde Altstadt aus 192 Häusern und hatte 1235 Einwohner; 1939 waren es 1264. Nach dem Münchner Abkommen wurde die Gemeinde 1938 dem Deutschen Reich zugesprochen und gehörte bis 1945 zum Landkreis Freudenthal. Nach dem Ende des Zweiten Weltkrieges wurde Staré Město wieder Teil der Tschechoslowakei. Die deutschsprachige Bevölkerung wurde bis 1946 größtenteils vertrieben  und der Ort mit Tschechen neubesiedelt. Im Jahre 1950 lebten in den 172 Häusern von Staré Město nur noch 662 Personen. Zwischen 1949 und 1951 wurden die Landwirte in einer JZD zwangskollektiviert. 1952 wurde Nová Véska eingemeindet. Die JZD Staré Město wurde 1965 aufgelöst und ihre Flächen dem Staatsgut Bruntál zugeschlagen. Zum 1. Januar 1967 erfolgte die Eingemeindung nach Bruntál. Im Jahre 1970 hatte Staré Město 620 Einwohner. Zum 24. November 1990 lösten sich Staré Město und Nová Véska wieder von Bruntál los und bildeten die Gemeinde Staré Město. Im Jahre 1991 hatte das Dorf Staré Město 609 Einwohner und bestand aus 143 Häusern. Beim Zensus von 2011 lebten in den 231 Häusern der Gemeinde 811 Personen, davon 745 in Staré Město (207 Häuser) und 66 in Nová Véska (24 Häuser).

## Gemeindegliederung
Die Gemeinde Staré Město besteht aus den Ortsteilen Nová Véska (Neudörfel) und Staré Město (Altstadt). Das Gemeindegebiet gliedert sich in die Katastralbezirke Malá Véska (521 ha) und Staré Město u Bruntálu (1904 ha).

## Sehenswürdigkeiten
- Kirche der Unbefleckten Empfängnis, auf einem erhöhten Platz nördlich des Dorfes. Sie wurde zwischen 1225 und 1250 als romanische Kirchenburg errichtet und ist von einem außergewöhnlich großen ovalen Friedhof umgeben. Bei den Umbauten von 1655 und 1787 erhielt sie ihre heutige barocke Gestalt. Der Friedhof ist Begräbnisstätte für die Dörfer Staré Město und Nová Véska. Bis 1772 wurden dort auch die Verstorbenen aus Schreiberseifen begraben.
- Barocke Statue des böhmischen Landesheiligen Johannes von Nepomuk, im Oberdorf an einer Brücke über den Černý potok, geschaffen 1723 von Sebald Kappler. Sie wurde 1999 restauriert
- Modell des alten Altvaterturms, vor dem Haus Nr. 227 (Restaurant Koliba). Es wurde im Maßstab 1:16 gefertigt und 2005 enthüllt.
- Markierung des 50. Breitenkreises im Radweg an der Staatsstraße II/450 nach Bruntál.
- Geschnitzte Figur des Altvaters, geschaffen von František Nedomlel, in der Ortsmitte.

## Persönlichkeiten
- Josef Nedomlel (1909–1990), Bürgermeister von Staré Město und Holzschnitzer, er schuf die in der Dekanatskirche des hl. Thomas von Canterbury in Mohelnice aufgestellte Müglitzer Weihnachtskrippe (Mohelnický Betlém)[8]
- Veronika Zvařičová (* 1988), die ehemalige Biathletin lebt seit 2006 in Staré Město[9]
- Martin Kolomý (* 1973), der Motorsportler startete mit seinem Tatra-Truck mehrfach bei der Rallye Dakar, er lebt in Staré Město[10]